# 14372 Paulgerhardt
14372 Paulgerhardt eller 1989 AD6 är en asteroid i huvudbältet som upptäcktes den 8 september 1989 av den tyska astronomen Freimut Börngen vid Tautenburg-observatoriet. Den är uppkallad efter den tyske teologen Paul Gerhardt.
Asteroiden har en diameter på ungefär 7 kilometer och den tillhör asteroidgruppen Eos.